# Stopnica (gmina)
Stopnica – gmina miejsko-wiejska w województwie świętokrzyskim, w powiecie buskim. W latach 1975–1998 gmina położona była w województwie kieleckim.
Siedziba gminy to Stopnica.
Na koniec 2010 r. gminę zamieszkiwało 7697 osób.

## Struktura powierzchni
Według stanu na 1 stycznia 2011 r. powierzchnia gminy wynosi 125,96 km².
W 2007 r. 83% obszaru gminy stanowiły użytki rolne, a 9% – użytki leśne.

## Demografia

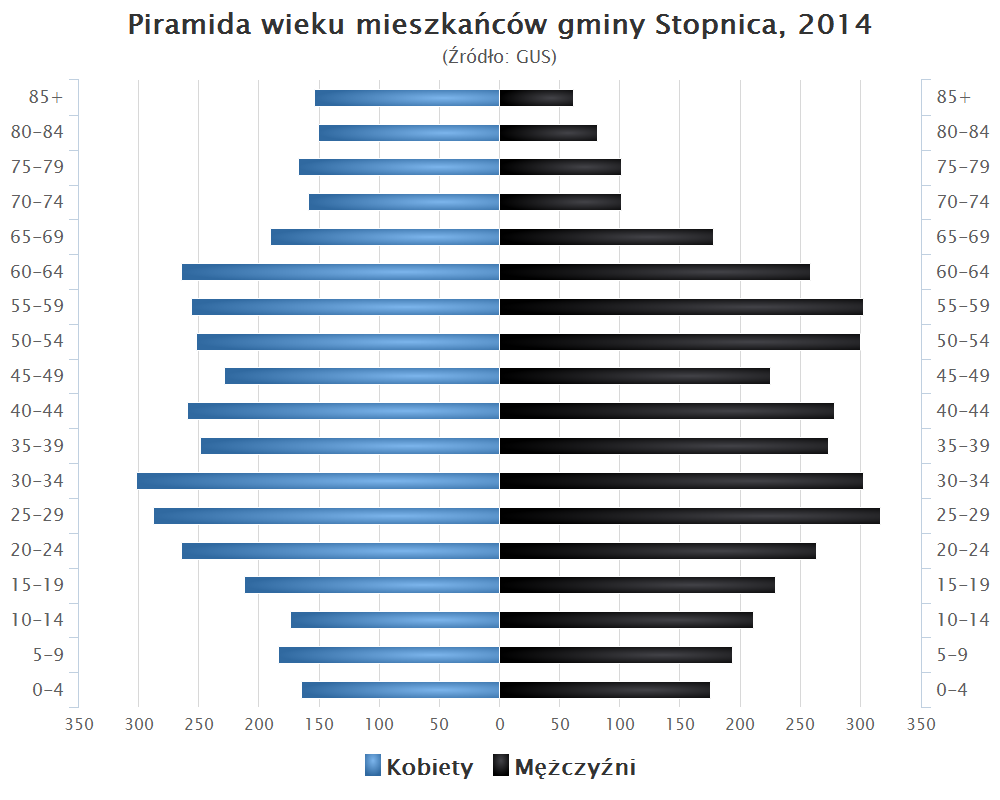
Piramida wieku mieszkańców gminy Stopnica w 2014 roku

Dane z 31 grudnia 2010 r.:
| Opis      | Ogółem | Ogółem | Kobiety | Kobiety | Mężczyźni | Mężczyźni |
| --------- | ------ | ------ | ------- | ------- | --------- | --------- |
| jednostka | osób   | %      | osób    | %       | osób      | %         |
| populacja | 7 697  | 100    | 3 889   | 50,5    | 3 808     | 49,5      |

## Budżet
Rysunek 1.1 Dochody ogółem w Gminie Stopnica w latach 1995-2010 (w zł)
| WYSZCZEGÓLNIENIE               | J. m. | ROK         | ROK         | ROK         | ROK         | ROK         | ROK         | ROK         | ROK         | ROK          | ROK          | ROK          | ROK           | ROK           | ROK           | ROK           | ROK           |
| WYSZCZEGÓLNIENIE               | J. m. | 1995        | 1996        | 1997        | 1998        | 1999        | 2000        | 2001        | 2002        | 2003         | 2004         | 2005         | 2006          | 2007          | 2008          | 2009          | 2010          |
| ------------------------------ | ----- | ----------- | ----------- | ----------- | ----------- | ----------- | ----------- | ----------- | ----------- | ------------ | ------------ | ------------ | ------------- | ------------- | ------------- | ------------- | ------------- |
| Dochody ogółem                 | zł    | 2 116 309,- | 5 338 943,- | 6 610 459,- | 6 540 635,- | 7 191 652,- | 7 800 230,- | 8 604 685,- | 9 401 523,- | 10 195 568,- | 10 500 058,- | 12 390 078,- | 13 456 122,33 | 14 324 044,42 | 15 944 587,55 | 20 906 083,72 | 22 279 122,06 |
| ZNAK                           | ±     | -           | +           | +           | +           | -           | -           | +           | -           | +            | +            | -            | -             | +             | -             | +             | +             |
| Nadwyżka/deficyt budżetowa(-y) | zł    | 167 546,-   | 37 469,-    | 1 171 630,- | 308 812,-   | 329 997,-   | 834 946,-   | 35 212,-    | 1 613 390,- | 963 533,-    | 996 566,-    | 438 125,-    | 71 270,64     | 134 611,01    | 2 810 202,68  | 2 438 821,10  | 2 281 306,33  |
| ZNAK                           | Σ     | =           | =           | =           | =           | =           | =           | =           | =           | =            | =            | =            | =             | =             | =             | =             | =             |
| Wydatki ogółem                 | zł    | 1 948 763,- | 5 376 412,- | 7 782 089,- | 6 849 447,- | 6 861 655,- | 6 965 284,- | 8 639 897,- | 7 788 133,- | 11 159 101,- | 11 496 624,- | 11 951 953,- | 13 384 851,69 | 14 458 655,43 | 13 134 384,87 | 23 344 904,82 | 24 560 428,39 |

Rysunek 1.2 Wydatki ogółem w Gminie Stopnica w latach 1995-2010 (w zł)

W 2010 r. dochody gminy w przeliczeniu na 1 mieszkańca wynosiły 2 888,52 zł, zaś wydatki gminy – 3 184,29 zł.

## Sołectwa
Gminę Stopnica tworzą 32 miejscowości w 30 sołectwach.

## Sąsiednie gminy
Busko-Zdrój, Gnojno, Oleśnica, Pacanów, Solec-Zdrój, Tuczępy